# Corey Cerovsek
Corey Cerovsek est un violoniste, pianiste et mathématicien, né à Vancouver le 24 avril 1972. À l'âge de 12 ans, il a reçu la médaille d'or du Royal Conservatory of Music, ce qui en fait le plus jeune à avoir remporté ce prix. En 1992, Cerovsek est lauréat du prix Virginia-Parker Prize Prize  du Conseil des Arts du Canada. En 2006, Cerovsek avec Steven Heyman a été nommé aux 49e Grammy Awards dans la catégorie Best Chamber Music Performance.